# Michel Moock
Michel Moock, né le 16 octobre 1951 à Ixelles est un homme politique belge wallon, membre du PS.
Il est pharmacien; officier de réserve.

## Fonctions politiques
- Conseiller communal de Molenbeek-Saint-Jean[1].
- Député fédéral belge du 30 juin 1995 au 5 mai 1999, en remplacement de Magda De Galan, nommée ministre
- Député au parlement bruxellois de 1999 à 2004.